# Bibcode
Bibcode este un identificator utilizat de un număr de sisteme de date astronomice specific literaturii de referință. Bibcode a fost dezvoltat pentru a fi utilizat în SIMBAD și în Baza de date extragalactică NASA/IPAC (NED), dar acum este folosit pe scară mai largă, de exemplu, în Sistemul de Date Astrofizice NASA (Astrophysics Data System) .
Codul are o lungime fixă de 19 de caractere și are forma:
unde:
- YYYY este anul de referință din patru cifre
- JJJJJ este un cod care indică unde a fost publicată referința. În acest caz este un jurnal de referințe
- VVVV este numărul de volum
- M indică secțiunea jurnalului unde referința a fost publicată (de ex. L pentru secțiunea scrisori)
- PPPP dă numărul paginii de start
- A este prima literă din numele de familie al primului autor.

Punctele (.) sunt folosite pentru a completa câmpurile neutilizate și pentru a fixa lungimea codului dacă prea scurt; adăugarea se face în dreapta pentru codul de publicare și în stânga pentru numărul volumului și numărul paginii.
Câteva exemple de cod sunt prezentate mai jos, după cum urmează:
| Bibcode             |  | Referința |
| 1974AJ.....79..819H |  | Heintz, W. D., Astrometric study of four visual binaries, The Astronomical Journal 79 (1974), pp. 819–825.                                                                            |
| 1924MNRAS..84..308E |  | Eddington, A. S., On the relation between the masses and luminosities of the stars, Monthly Notices of the Royal Astronomical Society 84 (1924), pp. 308–332.                         |
| 1970ApJ...161L..77K |  | Kemp, James C., Swedlund, John B., Landstreet, J. D., and Angel, J. R. P., Discovery of Circularly Polarized Light from a White Dwarf, Astrophysical Journal 161 (1970), pp. L77–L79. |